# Песочница (фильм)
«Песочница» (англ. Up the Sandbox) — американская комедийная драма 1972 года режиссёра Ирвина Кершнера.

## Сюжет
Маргарет Рейнольдс, молодая жена и мать двоих детей, сильно скучающая от своей повседневной жизнью в Нью-Йорке и незамечаемая своим мужем, обнаруживает, что снова беременна. Сначала она ничего не говорит своему мужу, вместо этого сбегает в свои смелые сны: то её домогается диктатор из Центральной Америки, сильно похожий на Фиделя Кастро, то она воображает себе драки с мужем и матерью, то становится членом антропологической экспедиции в Африку, которая обещает ритуал безболезненных родов, то совершает террористическая акцию по подрыву Статуи Свободы. После одной из последних фантазий о бегстве из клиники абортов, Маргарет, наконец, рассказывает своему мужу о беременности, а затем уезжает в такси, решая отдохнуть от своих родительских обязанностей.

## В ролях
- Барбра Стрейзанд — Маргарет Рейнольдс
- Дэвид Селби — Пол Рейнольдс
- Ариан Хеллер — Элизабет Рейнольдс
- Джейн Хоффман — Миссис Коэрнер
- Джон С. Бечер — Мистер Коэрнер
- Хакобо Моралес — Фидель Кастро

## Создание
Режиссёр Ирвин Кершнер в интервью биографу Барбры Стрейзанд Джеймсу Спаде рассказал, что перед съёмками не был недоволен сценарием, также ему посоветовали не спорить и не выражать недовольство Стрейзанд. Во время съёмок стали возникать проблемы, отчего певица напрямую спросила режиссёра с чем это связано, он прямо ответил, что сценарий слабый и что он ничего не может с этим поделать, поскольку его предупредили не вступать с ней в полемику; сама Стрейзанд назвала это чепухой и призвала его вместе исправить сценарий.
Изначально Кершнер планировал снимать африканские сцены на студии MGM, однако всё же решился полететь на съёмки в Восточную Африку после уговоров Стрейзанд. В съёмках принимали участие реальные жители африканских племён.

## Релиз
Мировая премьера фильма состоялась 21 декабря 1972 года в США. Несмотря на похвалу от критиков, у зрителей фильм интереса не вызвал, на сегодняшний день это один из самых коммерчески слабых фильмов с участием Стрейзанд.

## Критический приём
«Песочница» был одним из первых фильмов, в котором затрагивалась тема изменяющейся роли женщины в обществе, а также сексуальной революции начала 1970-х гг. Ряд критиков высоко оценили игру Стрейзанд. По словам Полин Кейл, «Барбра Стрейзанд никогда не была такой лучезарной, как в этом радостном беспорядке, основанном на романе Энн Ричардсон Ройф и срежиссированном Ирвином Кершнером. Картина полна сногсшибательного современного юмора…».
Роджер Эберт, который дал фильму три звезды из четырёх, также не имел ничего, кроме похвалы для него в своем обзоре: «это фильм Барбры Стрейзанд, и поэтому мы знаем, что центральный персонаж не будет (и не может) быть стереотипным; ничто даже отдаленно похожее на Стрейзанд не существовало в фильмах раньше. …Она не дает нам свободную женщину, или даже женщину, стремящеюся к освобождению. Вместо этого она дает нам женщину, которая чувствует себя свободно, которая чувствует себя самой собой, независимо от того, что кто-то думает. Это своего рода женщина, если подумать, которая редко встречается в американских фильмах…».